# António Afonso Té
António Afonso Té conhecido como Afonso Té é um político guineense, líder do Partido Republicano para a Independência e Desenvolvimento.
Tendo feito toda a sua carreira nas Forças Armadas guineenses, Afonso Té foi vice-chefe do Estado Maior General das Forças Armadas no tempo do presidente Nino Vieira. Após a guerra civil de 1998, que pôs termo ao regime de Nino Vieira, Afonso Té dedicou-se ao comércio e à política ativa.
António Afonso Té terminou em sétimo nas eleições presidenciais de 2014 com 2,99% dos votos.